# 테아트로 콜론

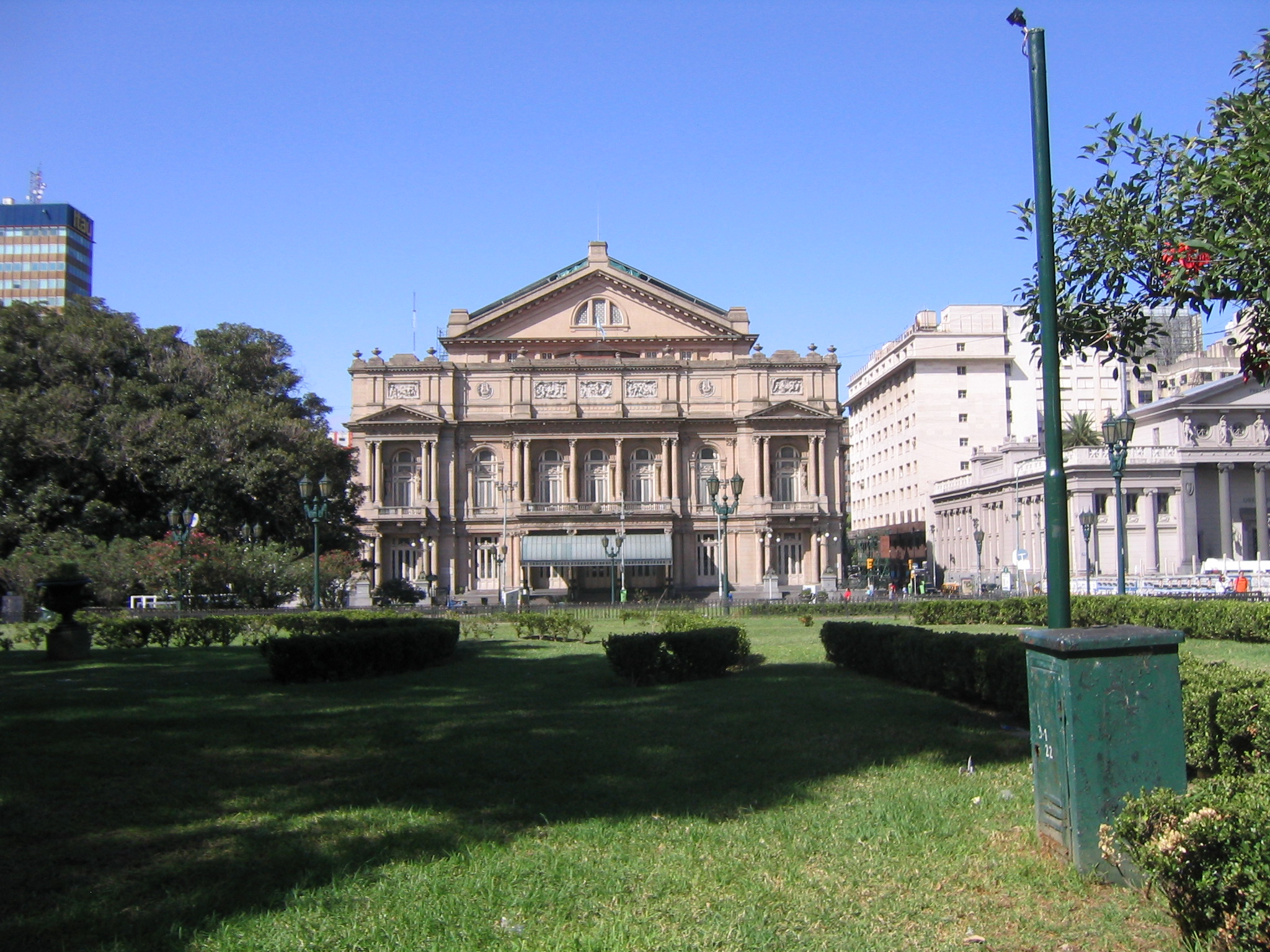
테아트로 콜론의 모습

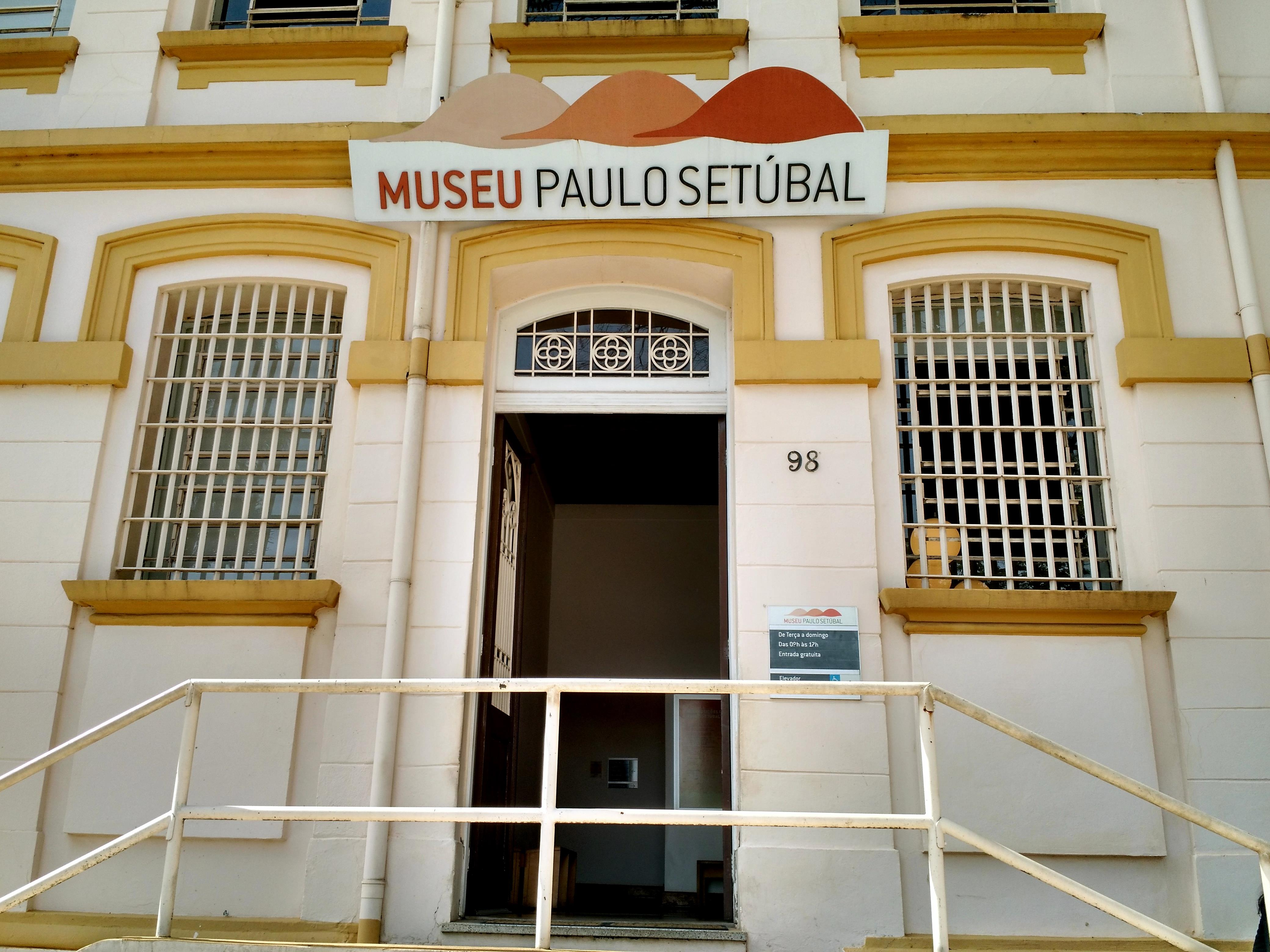
내부 계단

테아트로 콜론(Teatro Colón) 또는 부에노스아이레스 콜론 극장은 세계의 유명한 오페라 극장중 하나이다.
남반구 제일의 오페라 극장으로 객석은 약 2,500석, 입석도 1,000석이나 있다. 1857년에 지어진 건물로 낡은 편이지만, 세계 유수의 넓은 홀과 많은 객석을 가진 콜론 극장은 1908년 5월에 다시 세워져 1931년부터 시에서 직접 운영하고 있다. 콜론 극장이 오늘날 국제적으로 높은 수준을 유지하며 격이 높은 오페라 극장의 평가를 받고 있는 것은 우선 지역적 이점이 좋아, 계절이 북반구와 반대이기 때문에 옛날부터 미국의 명가수나 저명한 지휘자가 시즌 오프를 이용해 등장하였기 때문이다. 남반구에서 솔선수범하여 원어 상연도 했을 뿐만 아니라 때로는 사르수엘라도 상연했다. 20세기 중반부터는 자국의 창작도 많이 상연하고 있는 것으로 보인다. 그래서 상술한 바와 같이 콜론 극장이라고 한다.

## 미디어
- KBS 1TV : 《걸어서 세계속으로》

## 갤러리

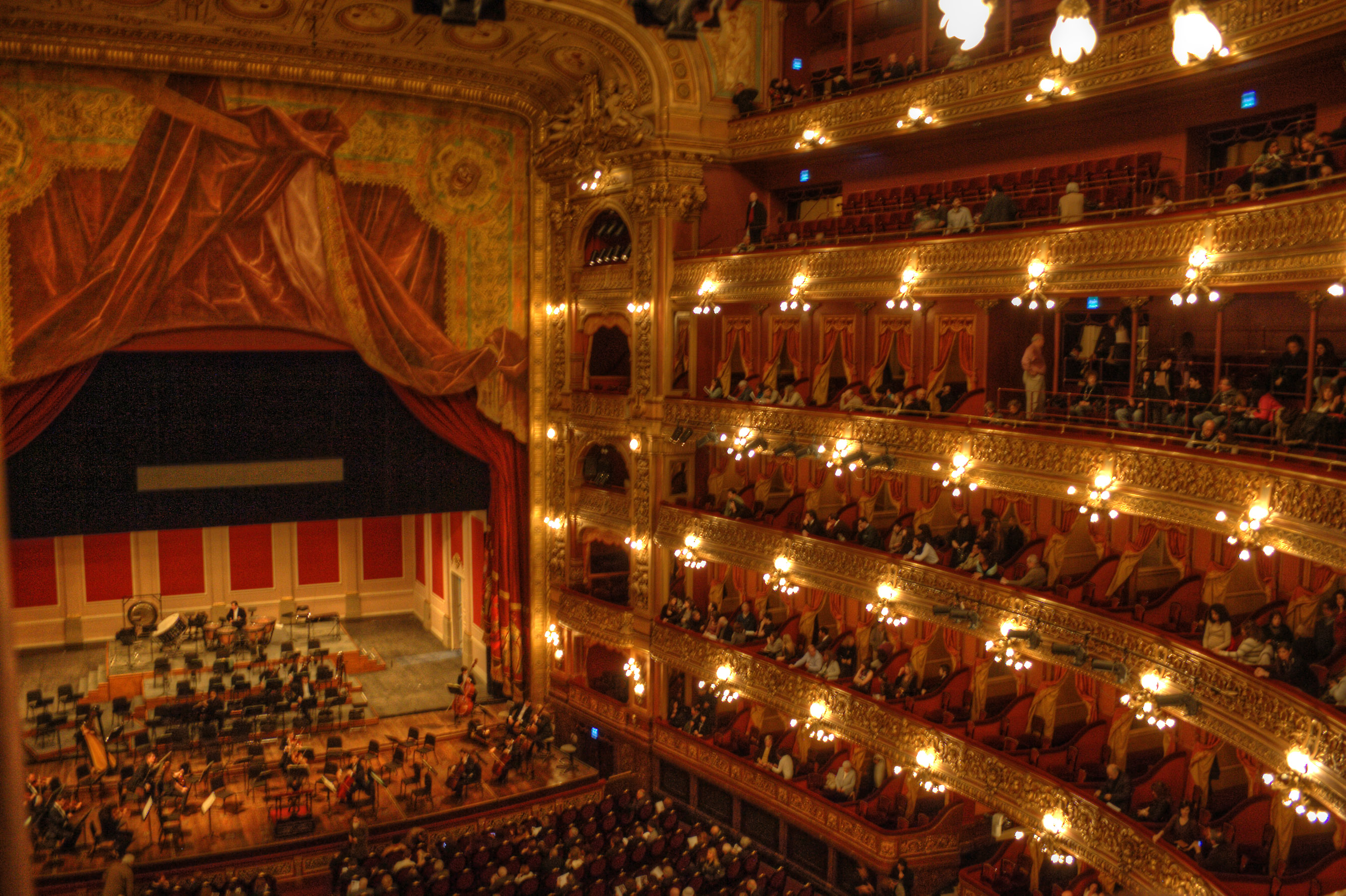
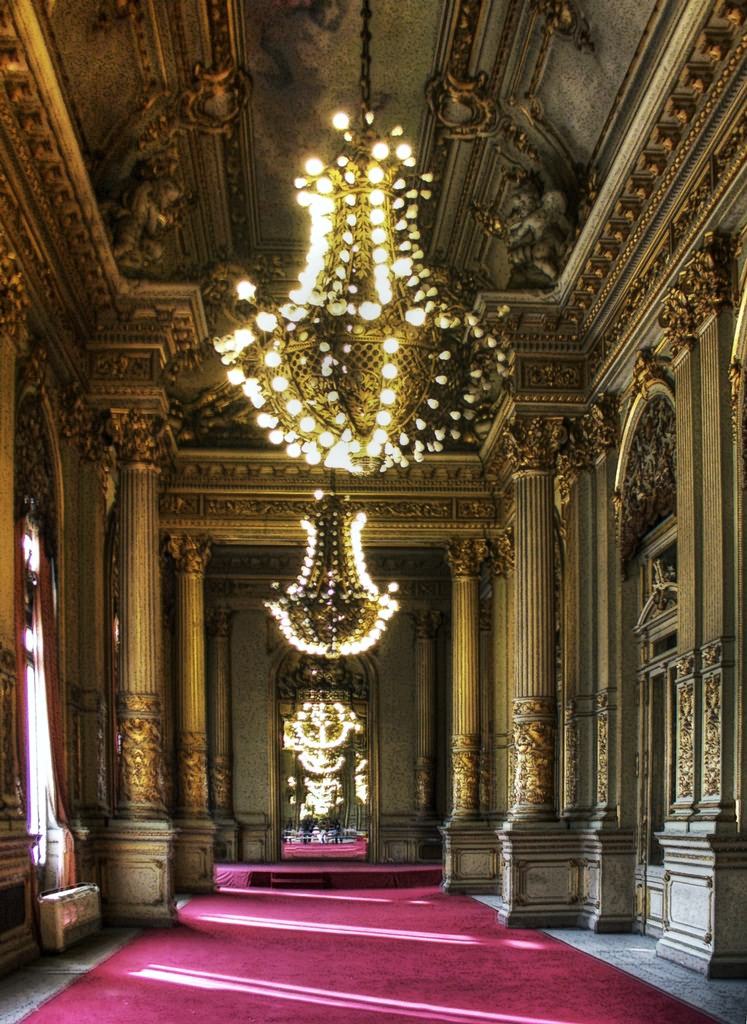
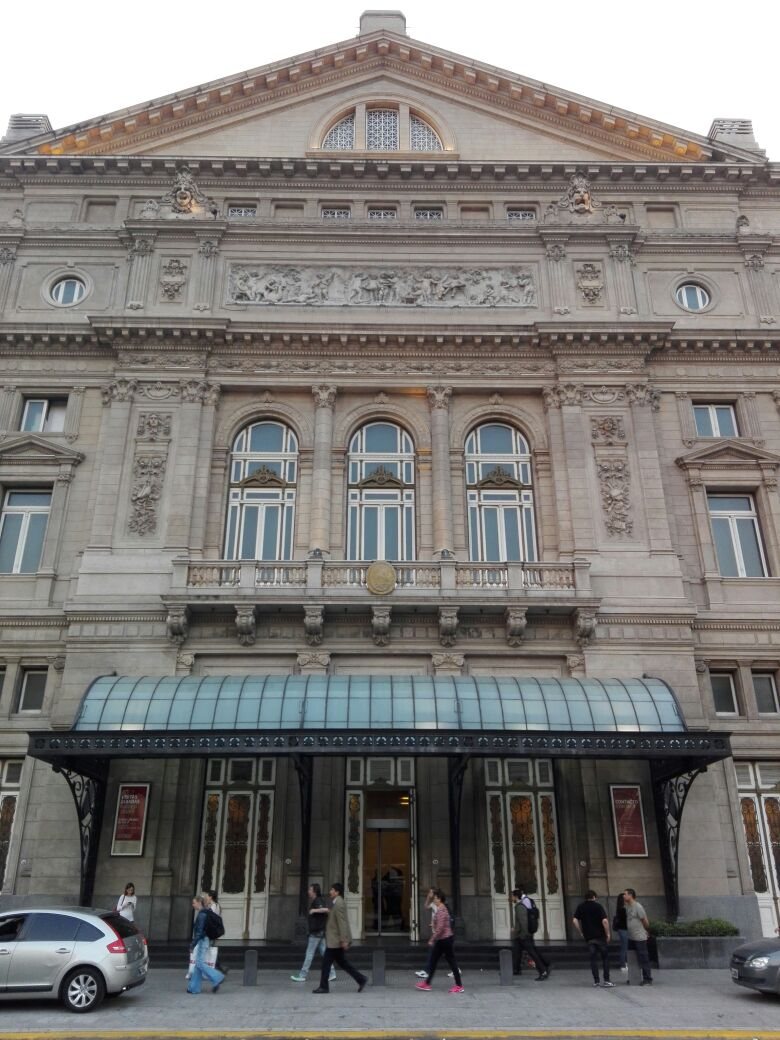
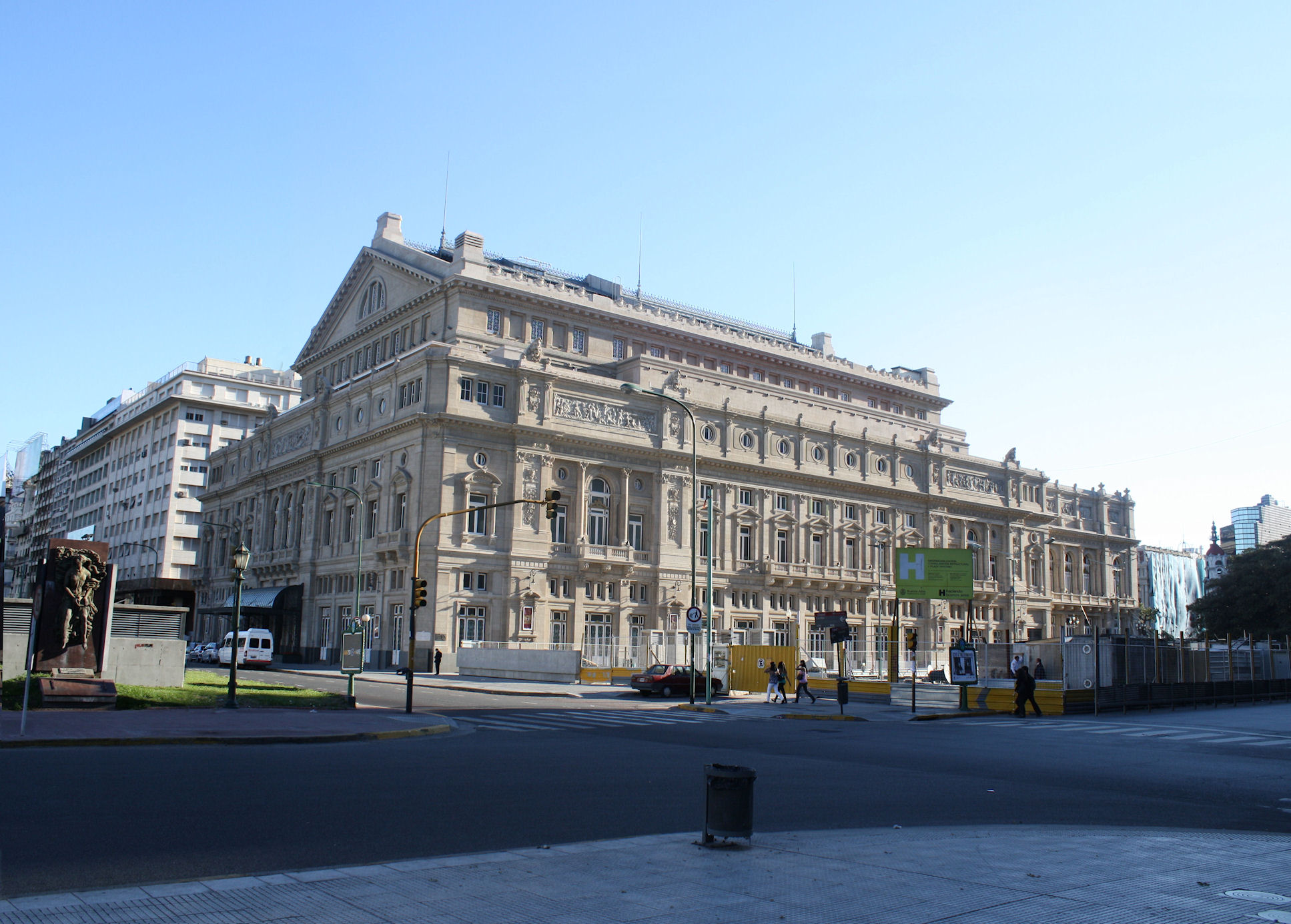
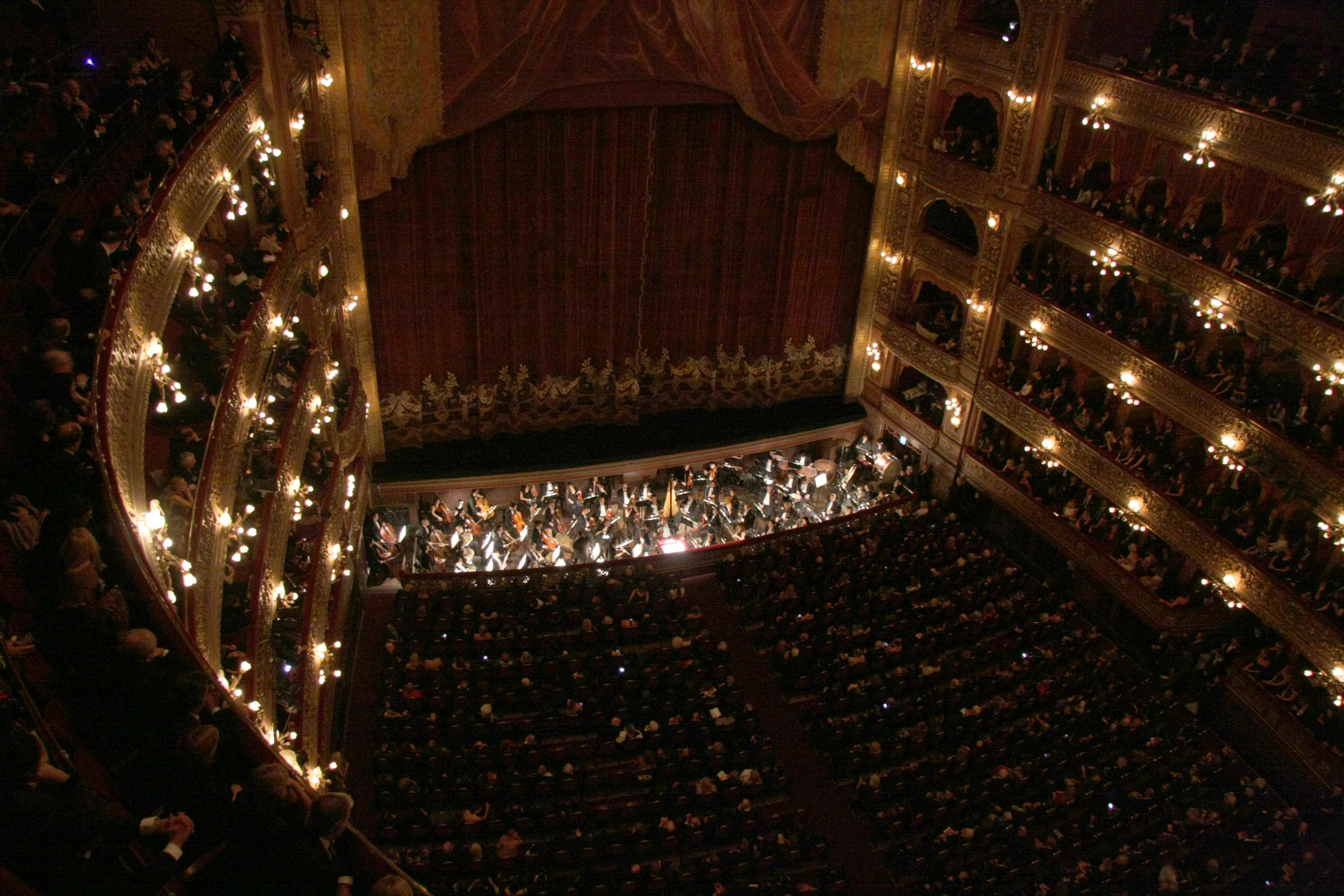